# Françoise Frenkel
Françoise Frenkel, właściwie Frymeta Idesa Frenkel-Raichenstein (ur. 14 lipca 1889 w Piotrkowie Trybunalskim, zm. 18 stycznia 1975 w Nicei) – polska pisarka i księgarka żydowskiego pochodzenia.

## Życiorys
Po szkoleniu w Polsce wyjechała na studia muzyczne do Lipska, a następnie do Paryża. Tam pokochała beletrystykę francuską. Z powstaniem II Rzeczypospolitej nosiła się z zamiarem otwarcia księgarni francuskojęzycznej w Krakowie, ale zdecydowała, że na tamtejszym rynku francuskich pozycji nie brakowało. Wyszła za mąż za Rosjanina Szymona Raichensteina i razem z nim postanowiła otworzyć pierwszą francuską księgarnię w Berlinie, przy ulicy Passauer Strasse 39., La Maison du livre français, czynną od 1921 do 1939.
W 1933, po nocy kryształowej, Szymon Raichenstein wyemigrował do Paryża, podczas gdy ona została w niemieckiej stolicy aż do sierpnia 1939 i opuściła ją razem z ostatnimi Francuzami na rozkaz francuskiego konsula. Nie wiadomo czy w Paryżu mogła się spotkać z mężem, którego aresztowano w czasie łapanki w lipcu 1942 i który został zamordowany w obozie Auschwitz miesiąc później i o którym w ogóle nie wspomina w swej książce.
W 1940, po wkroczeniu Niemców do Francji, wyjechała do strefy Vichy, po czym przeszła granicę szwajcarską. W Genewie w latach 1943–1944 napisała jedyny swój utwór, wspomnienie o swym życiu i wygnaniu we Francji, pod tytułem, Rien où poser sa tête – „nie ma gdzie położyć głowę” – który opublikowała w Genewie w 1945 w wydawnictwie Jeheber. W 2010 znalazł się w Nicei na targowisku, gdzie sprzedawano stary sprzęt ze strychów, jedyny egzemplarz jej książki. W 2015 ukazało się nowe wydanie jej pracy w opracowaniu Patricka Modianego.
Françoise Frenkel zmarła w Nicei w 1975.

## Praca
- Rien ou poser la tête, 2015, Paris, Gallimard, coll. « L’arbalète », ISBN 2-07-010839-2.